# Terremoto di Rieti del 1898
Il terremoto di Rieti del 1898 fu un sisma che si verificò in Italia centrale nel 1898, con epicentro a Rieti.
Insieme al terremoto del 1298, è stato l'evento più distruttivo nella storia sismica della città tra quelli con epicentro locale.

## Eventi

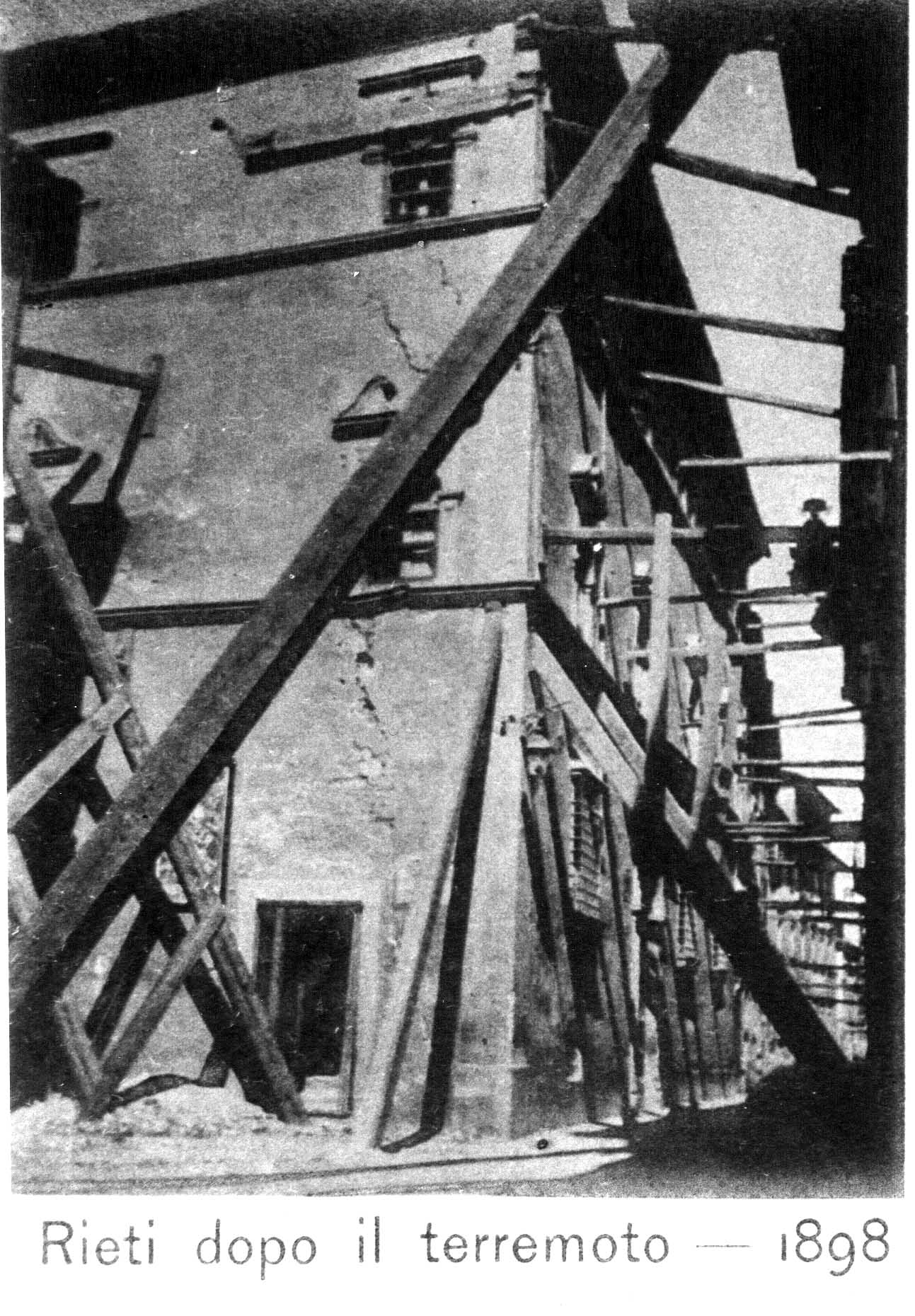
Abitazioni puntellate in Via Nuova

Lo sciame sismico ebbe inizio nella prima metà del 1898 con delle scosse minori, le più rilevanti delle quali avvennero l'8 febbraio e il 23 aprile.
Nella notte tra il 27 e il 28 giugno 1898, intorno alla mezzanotte e mezza si verificò una prima, debole scossa, che tuttavia non destò preoccupazioni.
Poco dopo, alle 00:47 del mattino, si verificò la scossa principale: un fortissimo scuotimento di carattere ondulatorio anche se di breve durata (la terra tremò per circa nove secondi), cosa che probabilmente ne limitò le conseguenze. Ebbe epicentro in corrispondenza di Colle Puzzaro (al confine tra i comuni di Rieti e Cittaducale), nei pressi della frazione Cupaello e dell'odierno quartiere di Campoloniano, e avvenne ad una profondità di 8,1 km.
Le conseguenze più gravi si ebbero nel paese di Santa Rufina, dove il terremoto provocò cinque morti, e a Castelfranco, dove si registrarono un morto e cinque feriti.
Inoltre Cupaello di Sotto, villaggio di poche case posto nelle immediate vicinanze dell'epicentro, venne pressoché raso al suolo e non fu mai più ricostruito.
A Rieti non si verificarono crolli totali, e grazie a questa circostanza si contarono molti feriti ma nessuna vittima. Tuttavia i danni agli edifici furono consistenti, pari all'VIII grado della scala Mercalli: pochissime costruzioni rimasero incolumi, e le lesioni gravi furono diffusissime. Il numero di edifici inagibili o a rischio crollo fu altissimo, tanto che si ebbe la sensazione di aver scampato per poco l'ecatombe: il Brucchietti notò che «tutte le case, dal palazzo al tugurio, sono giunte al limite massimo della loro resistenza; ancora un piccolo urto e tutto sarebbe caduto al suolo», mentre il quotidiano Il Messaggero scrisse che «un secondo di più che avesse durato la scossa – senza esagerare – Rieti sarebbe rimasta spianata al suolo».

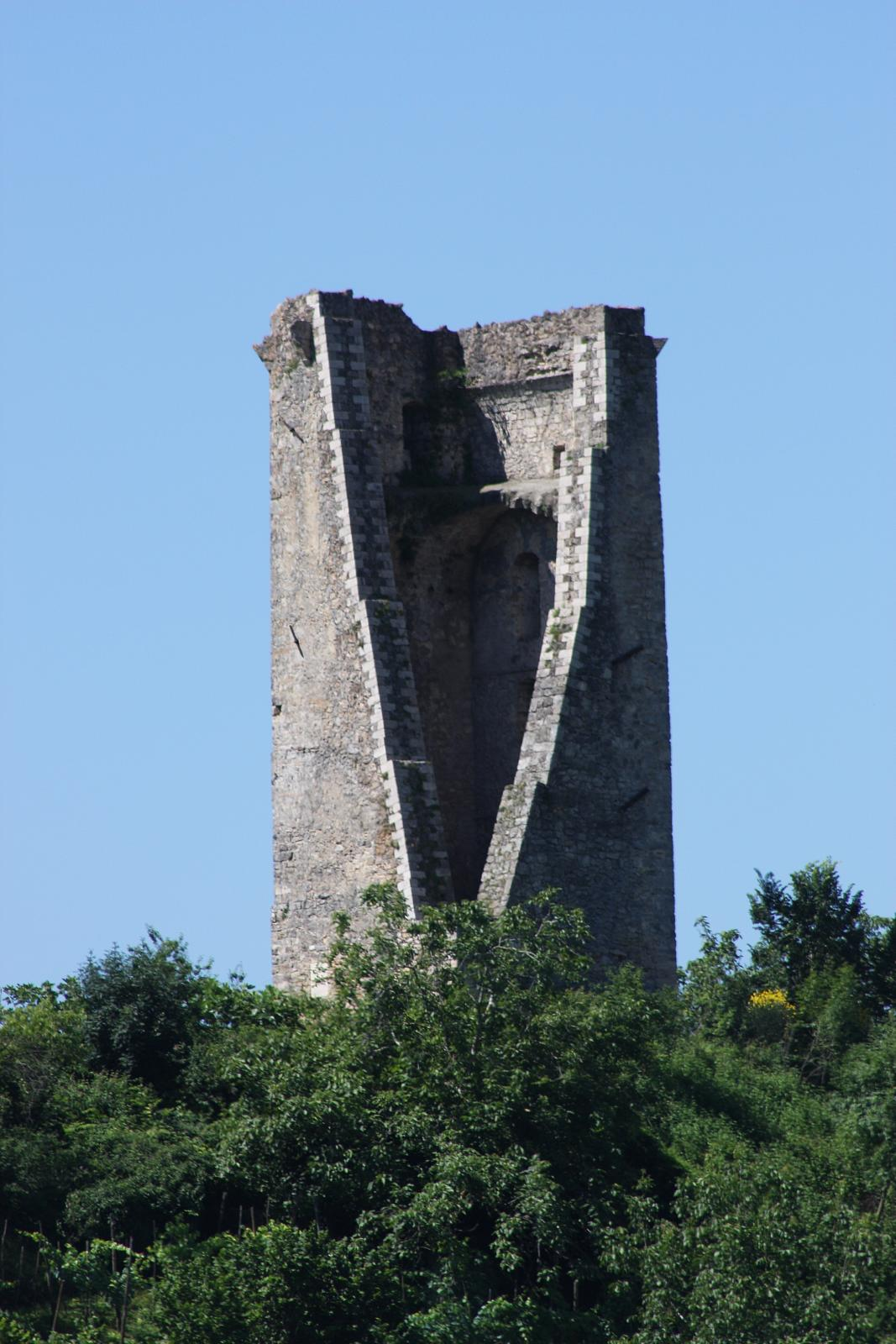
La torre di Castelfranco, parzialmente crollata con il terremoto del 1898

Tra i danni più frequenti furono riscontrati il crollo di tetti, solai e muri interni, il cedimento di volte e muri portanti, nonché la perdita di perpendicolarità delle pareti esterne. Tali effetti furono determinati, oltre che dalla scossa, anche dalla scarsa qualità delle costruzioni, molte delle quali carenti nella statica e nella qualità dei materiali impiegati.
Feriti e danni gravi si riscontrarono inoltre a Cittaducale, Torricella, Poggio San Lorenzo e Casaprota.
Il sisma provocò inoltre la formazione di sette grandi spaccature nel terreno a Santa Rufina ed altre cinque spaccature vicino Castelfranco, nonché l'intorbidimento delle acque delle terme di Cotilia.

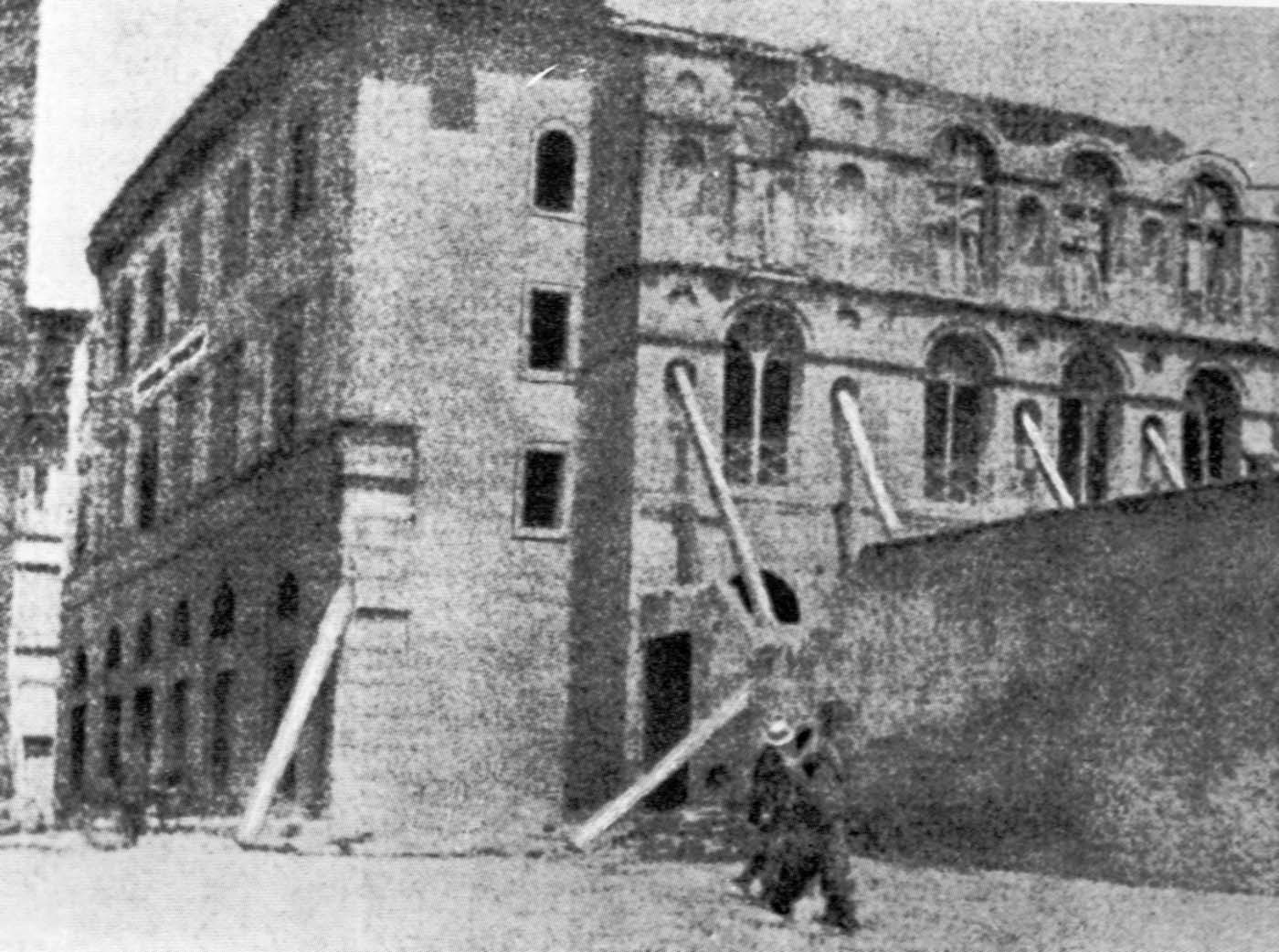
Una scuola puntellata

## Gestione dell'emergenza
Subito dopo la scossa, gli abitanti di Rieti furono presi dal panico e si riversarono nelle piazze e nelle campagne, trascorrendo la notte all'aperto. Il terremoto provocò inoltre l'interruzione dell'illuminazione elettrica, cosa che contribuì ad aumentare la confusione.
I primi soccorsi furono portati da un gruppo di volontari dell'Assistenza Pubblica guidato dal parlamentare Domenico Raccuini. Nel corso della prima giornata, per la sistemazione dei più bisognosi furono utilizzati i vagoni presenti nella stazione ferroviaria, mentre i Vigili del Fuoco iniziarono il puntellamento degli edifici pericolanti. La notte seguente, alle cinque del mattino, si verificarono due leggere repliche.
A causa dell'inagibilità di moltissime abitazioni, il numero degli sfollati fu altissimo e gran parte degli abitanti di Rieti non poté fare rientro a casa. Il governo Italiano incaricò il prefetto di Perugia Tommaso Tittoni di provvedere al ricovero degli sfollati, e il 29 giugno inviò in città 300 vagoni ferroviari e 4000 tende militari da campo, insieme a cento soldati zappatori del Regio Esercito che provvedettero a montarle e a realizzare gli accampamenti (dislocati nella campagna circostante alla città). Fu disposto inoltre l'invio di pane dal panificio militare di Foligno. Re Umberto I donò 25 000 lire a favore dei terremotati di Rieti e 15 000 per quelli di Cittaducale, mentre l'industriale Emilio Maraini elargì 2000 lire ai propri operai e 20 000 lire a favore dell'amministrazione comunale.

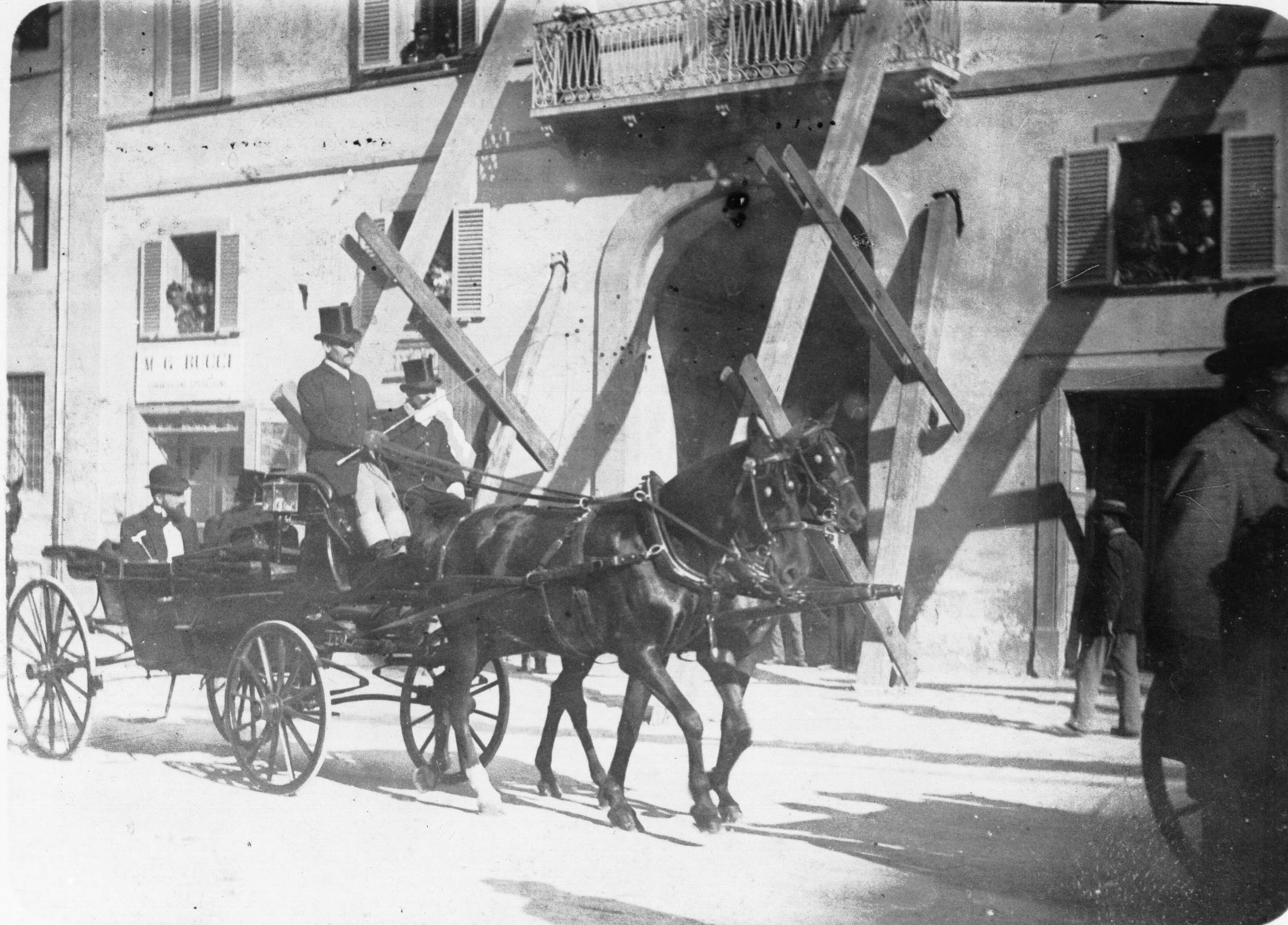
Il palazzo delle Poste danneggiato

Grossi disagi si ebbero il 6 luglio, quando un forte temporale allagò la tendopoli; inoltre, ad appena dieci giorni dal sisma, i cittadini dovettero restituire le tende e provvedere autonomamente ad una sistemazione. Il 7 luglio si registrò inoltre un episodio di sciacallaggio, con la diffusione della falsa voce di un'imminente scossa, che provocò il panico tra la popolazione.
Lo sciame sismico fu intenso e proseguì per diversi mesi, con decine di repliche che durarono fino al mese di settembre.
Nuovi terremoti, non è chiaro se collegati o meno a quello del 1898, tornarono ad interessare Rieti nell'ottobre del 1902 (magnitudo 4,8) e nel maggio del 1903 (magnitudo 4,6).

## Danni e interventi di ricostruzione

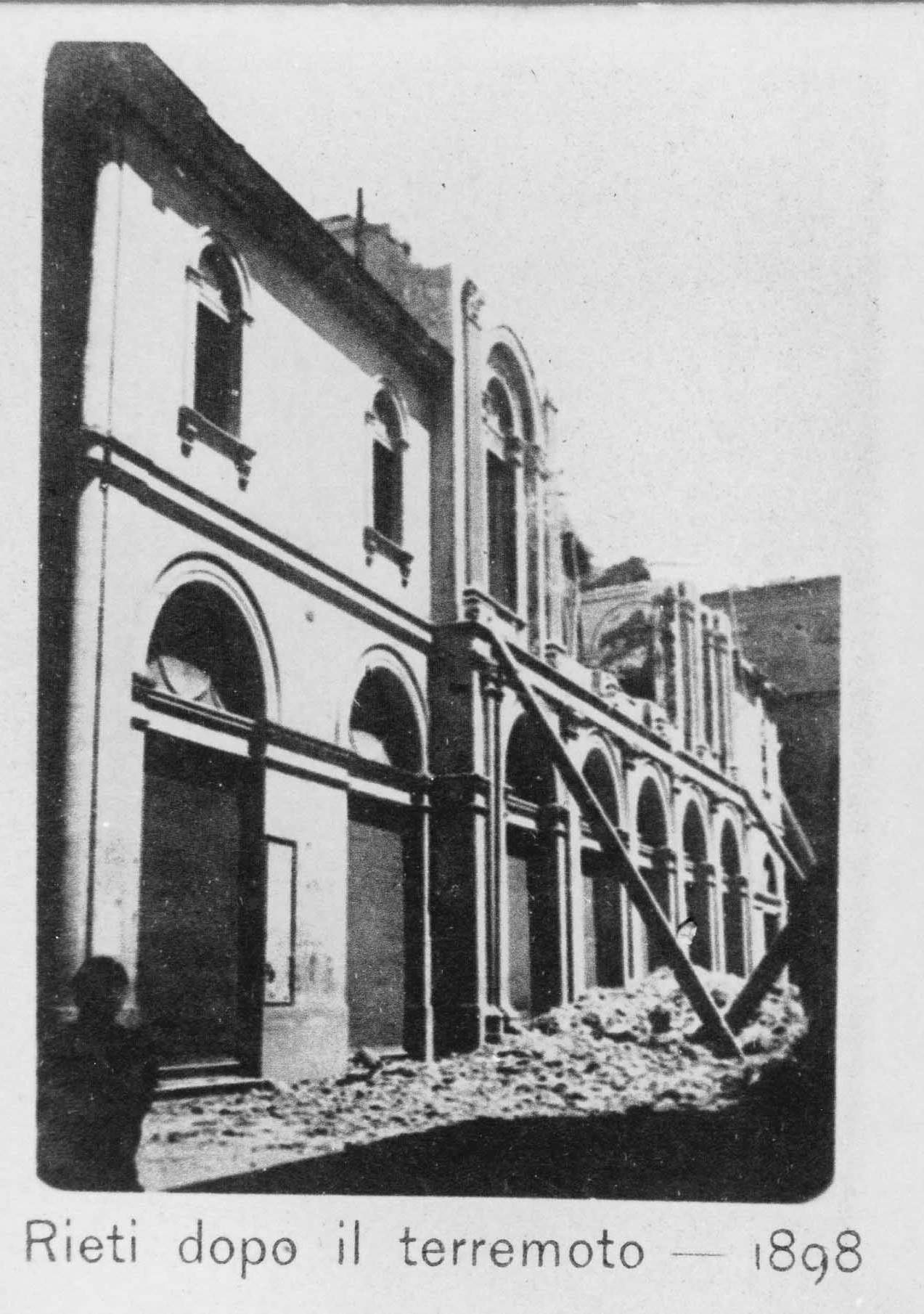
Il Teatro Flavio Vespasiano, inaugurato cinque anni prima

Il terremoto lasciò gravemente danneggiati gran parte degli edifici di Rieti, con numerose perdite sia nel patrimonio artistico che nella fruibilità delle loro funzioni civili o religiose.
Tra gli edifici lesionati ci fu il Teatro Flavio Vespasiano, inaugurato appena cinque anni prima, dove crollò la cupola (insieme all'affresco di Giuseppe Casa che la ornava) e una parte della facciata. Alla sua ricostruzione, nel 1901, la cupola venne ornata con una nuova pittura realizzata da Giulio Rolland.

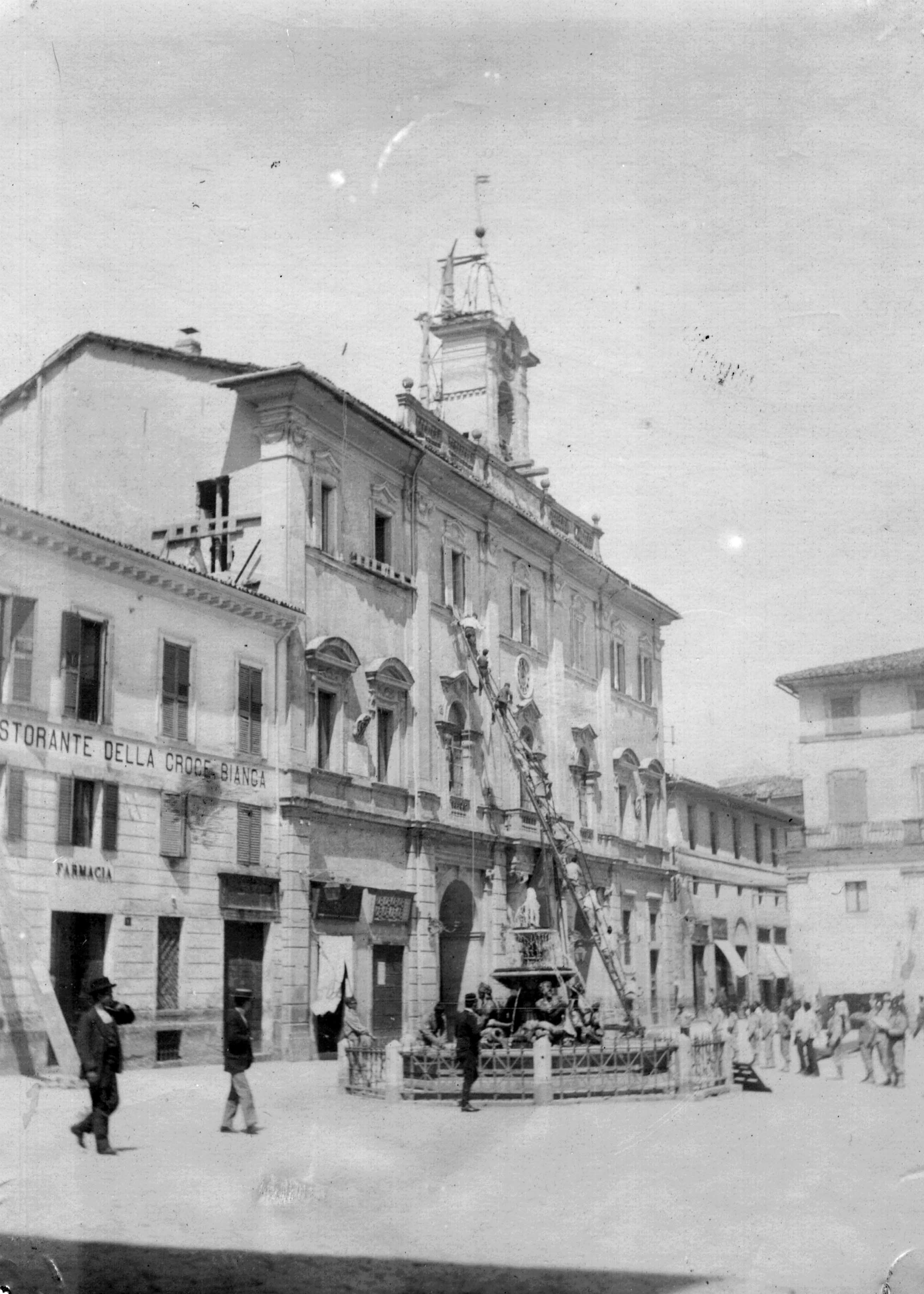
Piazza Vittorio Emanuele con il municipio danneggiato (di cui nella foto si vede lo sgombero per mezzo di una scala) e l'albergo della Croce Bianca successivamente demolito

Il Palazzo Comunale fu gravemente danneggiato, con il crollo di diverse parti della struttura e la caduta della campana dell'orologio civico. Il 20 luglio collassò un'altra ala del municipio, che pochi giorni dopo fu sgomberato e trasferito in palazzo Vincentini, permettendo l'inizio della demolizione delle parti pericolanti. Mentre alcuni sostenevano la necessità di demolire e riedificare l'intero edificio, l'architetto Giuseppe Sacconi propose di riparare e consolidare il fabbricato esistente, e nel 1903 il consiglio comunale accolse quest'ultima proposta. Gli interventi di riparazione furono avviati nel 1909 ed eseguiti dall'architetto Cesare Bazzani.
Rimase pericolante anche l'edificio adiacente al Palazzo Comunale, che ospitava il principale albergo della città (l'albergo della Croce Bianca) ed era attribuito da alcuni al Valadier. Il problema della ricostruzione dell'albergo si trascinò a lungo e fu risolto definitivamente solo negli anni Trenta, quando su un altro lato della piazza fu costruito il nuovo albergo centrale (il Quattro Stagioni) mentre il vecchio albergo fu demolito e sostituito dalla torre in stile razionalista ancora oggi presente.
Il terremoto peggiorò la già precaria stabilità del Palazzo Vescovile e dell'Arco di Bonifacio VIII, e fece crollare alcuni tratti della cinta muraria medievale. A causa del terremoto crollarono inoltre gran parte delle altane che ornavano gli edifici della città, una caratteristica architettonica tipica e precedentemente molto diffusa, di cui sopravvissero solo pochi esempi.

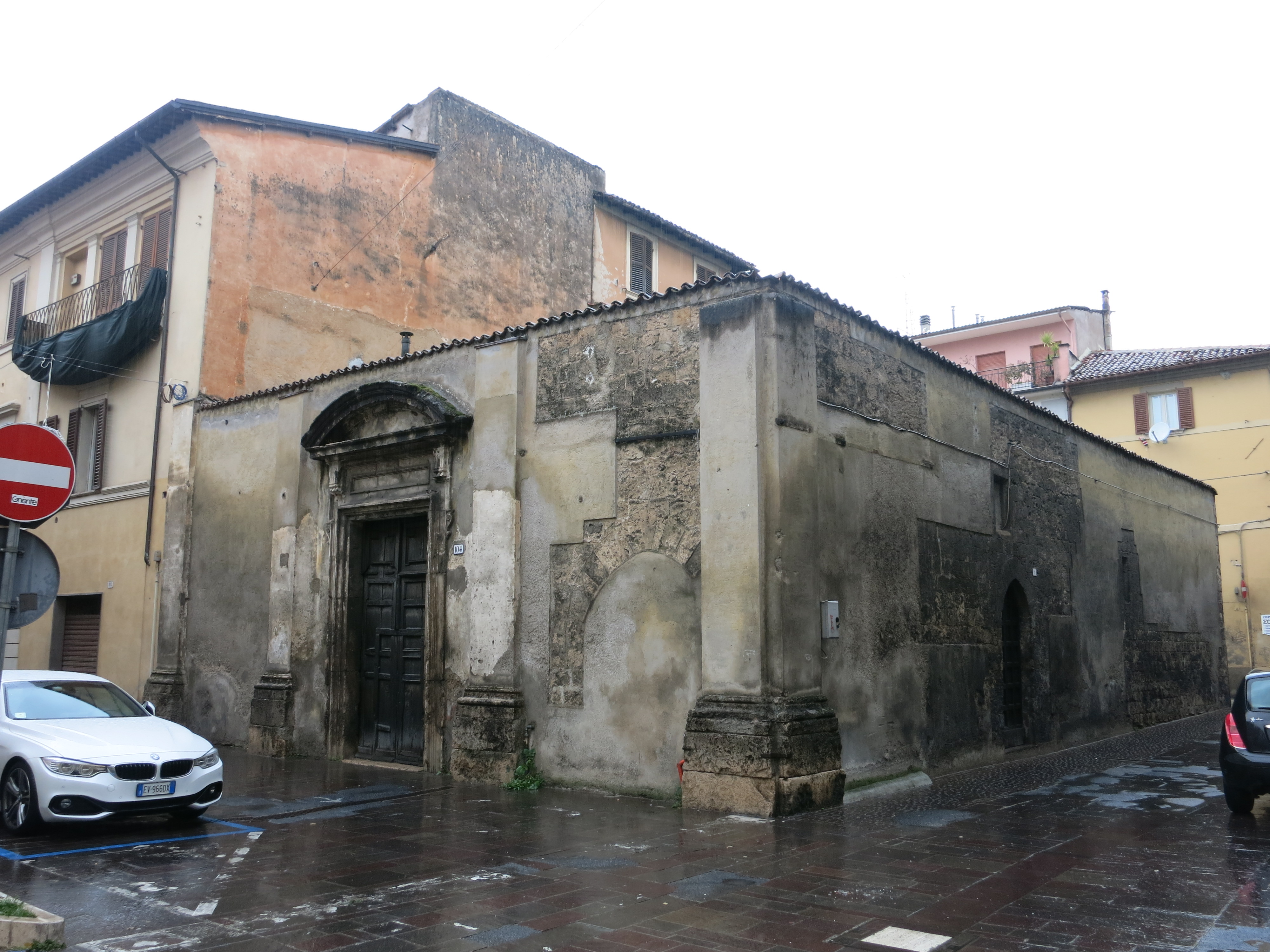
Quanto rimasto della chiesa di Santa Maria al Corso dopo il terremoto

Furono danneggiati inoltre i centri della vita economica e civile come l'ospedale, lo zuccherificio (nel quale crollò una ciminiera e furono lesionate le pareti esterne), la caserma dei Carabinieri e il carcere di Santa Scolastica.
Quasi tutte le chiese furono danneggiate, in particolare la chiesa di San Francesco dove crollò la volta barocca (in seguito sostituita da un tetto a capriate ancora oggi presente) e la chiesa di Sant'Agostino a cui crollò il tetto. Subì danni notevoli anche il seminario vescovile.
Il campanile duecentesco della cattedrale di Santa Maria Assunta rimase pericolante e fu condannato alla demolizione dal Genio civile, salvandosi solo grazie all'opposizione del vescovo Bonaventura Quintarelli che pagò personalmente le spese del consolidamento.
A Castelfranco il terremoto provocò il crollo della chiesa parrocchiale e dell'antica torre di guardia.
A Cittaducale furono danneggiati la torre civica, la torre angioina e vari edifici istituzionali (quali municipio, sottoprefettura, ufficio del registro e agenzia delle imposte).
In generale, in seguito al sisma, quasi tutti gli edifici furono riparati e in qualche misura consolidati, ma spesso questi interventi furono portati avanti in economia (a volte dai diretti proprietari degli edifici e non da carpentieri esperti), e mancò uno stretto controllo sulla qualità dei materiali e sul rispetto delle buone norme dell'edilizia. Fu notato, in particolare, il diffuso impiego di malte di scarsa qualità, l'errata applicazione delle catene, e il mancato consolidamento di muri deboli o lesionati.